# Emiliano Alfaro
Emiliano Alfaro Toscano (Treinta y Tres, Uruguay, 28 de abril de 1988) es un exfutbolista uruguayo que jugó como delantero. El último club en el que jugó es Liverpool de la Primera División de Uruguay, actualmente sin club.

## Trayectoria
Empezó su carrera en Liverpool Fútbol Club de Uruguay debutando a los 17 años, donde destacó anotando 62 goles en sus tres pasajes por el club entre Campeonatos locales, Liguilla y Copas Internacionales. Fue cedido a préstamo a San Lorenzo, donde tuvo un breve paso. Luego fue transferido a la Lazio de Italia, donde firmó un contrato de 5 años. 
Posteriormente pasó por el Al Wasl de Emiratos Árabes Unidos, convirtiendo 24 goles entre Campeonato y Copas. En su vuelta a Lazio, tras finalizar el préstamo en Medio Oriente, pide que lo cedan a préstamo para regresar a Liverpool, para jugar en el club que lo vio nacer, convirtiendo 21 goles en la temporada y consiguiendo el título de campeón uruguayo de la segunda división y además siendo el máximo goleador del torneo.
En 2015 es vendido desde la S. S. Lazio al Buriram United de Tailandia en donde una lesión lo marginó durante un tiempo y termina rescindiendo el contrato de común acuerdo con el club antes de disputar encuentro alguno.
En 2016 fichó por el NorthEast United de la Indian Super League donde se convirtió en el goleador del equipo. En 2017, luego de finalizar su pasaje por el fútbol de India, firma para el Al-Fujairah de Emiratos Árabes Unidos hasta el final de la temporada y marcando su retorno a Medio Oriente con 9 goles en 13 partidos disputados. Luego de finalizar su contrato en el fútbol Árabe, vuelve a concretar su llegada a la Indian Super League pero esta vez para jugar en el FC Pune City.
A finales de 2018 sale cedido al Atlético de Kolkata durante un año.

## Selección nacional
Jugó en la Selección Sub-17 de Uruguay, formando parte del plantel que disputó el Sudamericano Sub-17 de 2005 en Venezuela, y la Copa Mundial Sub-17 de 2005 en Perú. También participó de la Copa Mundial Sub-20 de 2007 que se disputó en Canadá. Fue convocado para la selección mayor de su país por primera vez en el 2011 para integrar un partido por las eliminatorias, pero su debut en la misma se concretó días más tarde en un partido contra Italia jugado en Roma donde la selección uruguaya venció por 1 a 0. Posteriormente siguió siendo convocado para partidos Internacionales y también partidos por la Clasificación de Conmebol para la Copa Mundial.

### Participaciones enCopa Mundiales juveniles
| Mundial                     | Sede   | Resultado        | PJ | Goles |
| --------------------------- | ------ | ---------------- | -- | ----- |
| Copa Mundial Sub-20 de 2007 | Canadá | Octavos de final |    |       |

### Participaciones en Sudamericanos juveniles
| Campeonato                             | Sede      | Resultado     | PJ | Goles |
| -------------------------------------- | --------- | ------------- | -- | ----- |
| Campeonato Sudamericano Sub-17 de 2005 | Venezuela | Segundo Lugar | -  | -     |
| Campeonato Sudamericano Sub-20 de 2007 | Paraguay  | Tercer lugar  | -  |       |

## Clubes

### Como jugador
| Club             | País      | Año       |
| ---------------- | --------- | --------- |
| Liverpool        | Uruguay   | 2006-2009 |
| San Lorenzo      | Argentina | 2010      |
| Liverpool        | Uruguay   | 2011      |
| Lazio            | Italia    | 2012      |
| Al Wasl          | EAU       | 2012-2013 |
| Lazio            | Italia    | 2013-2014 |
| Liverpool        | Uruguay   | 2014-2015 |
| Buriram United   | Tailandia | 2015      |
| NorthEast United | India     | 2016      |
| Al-Fujairah      | EAU       | 2017      |
| Pune City        | India     | 2017-2018 |
| Atlético Kolkata | India     | 2018      |
| Liverpool        | Uruguay   | 2019-2021 |

### Como entrenador
| Club      | País    | Año  |
| --------- | ------- | ---- |
| Liverpool | Uruguay | 2024 |

## Estadísticas como entrenador
| Equipo              | Div.  | Temporada | Liga | Liga | Liga | Liga | Liga |    | Copa | Copa | Copa | Copa |   | Internacional | Internacional | Internacional | Internacional | Internacional |   | Otros | Otros | Otros | Otros |    | Totales     | Totales | Totales | Totales | Totales | Totales | Totales | Totales | Totales |
| Equipo              | Div.  | Temporada | PD   | G    | E    | P    | Pos. | PD | G    | E    | P    | PD   | G | E             | P             | Pos.          | PD            | G             | E | P     | PD    | G     | E     | P  | Rendimiento | GF      | GC      | Dif.    | Ptos.   |         |         |         |         |
| ------------------- | ----- | --------- | ---- | ---- | ---- | ---- | ---- | -- | ---- | ---- | ---- | ---- | - | ------------- | ------------- | ------------- | ------------- | ------------- | - | ----- | ----- | ----- | ----- | -- | ----------- | ------- | ------- | ------- | ------- | ------- | ------- | ------- | ------- |
| Liverpool · Uruguay | 1.ª   | 2024      | 28   | 6    | 9    | 13   | Inc. | 2  | 1    | 0    | 1    | 6    | 1 | 1             | 4             | FG            | 1             | 1             | 0 | 0     | 37    | 9     | 10    | 18 | 33.33%      | 40      | 57      | -17     | 37      |         |         |         |         |
| Liverpool · Uruguay | Total | Total     | 28   | 6    | 9    | 13   | -    | 2  | 1    | 0    | 1    | 6    | 1 | 1             | 4             | -             | 1             | 1             | 0 | 0     | 37    | 9     | 10    | 18 | 33.33%      | 40      | 57      | -17     | 37      |         |         |         |         |
| 1. 2. 3.            |       |           |      |      |      |      |      |    |      |      |      |      |   |               |               |               |               |               |   |       |       |       |       |    |             |         |         |         |         |         |         |         |         |

#### Resumen estadístico
| Competición                 | Partidos | Ganados | Empatados | Perdidos | Rendimiento |
| --------------------------- | -------- | ------- | --------- | -------- | ----------- |
| Primera División de Uruguay | 28       | 6       | 9         | 13       | 32.14%      |
| Copa AUF Uruguay            | 2        | 1       | 0         | 1        | 50%         |
| Supercopa Uruguaya          | 1        | 1       | 0         | 0        | 100%        |
| Copa Libertadores           | 6        | 1       | 1         | 4        | 22.23%      |
| TOTAL                       | 37       | 9       | 10        | 18       | 33.33%      |

## Palmarés

### Como jugador
| Título             | Equipo         | País      | Año  |
| ------------------ | -------------- | --------- | ---- |
| Segunda División   | Liverpool      | Uruguay   | 2015 |
| Liga de Tailandia  | Buriram United | Tailandia | 2015 |
| Torneo Intermedio  | Liverpool      | Uruguay   | 2019 |
| Supercopa Uruguaya | Liverpool      | Uruguay   | 2020 |
| Torneo Clausura    | Liverpool      | Uruguay   | 2020 |

### Como entrenador
| Título             | Equipo    | País    | Año  |
| ------------------ | --------- | ------- | ---- |
| Supercopa Uruguaya | Liverpool | Uruguay | 2024 |

### Distinciones individuales
| Distinción                                                             | Año     |
| ---------------------------------------------------------------------- | ------- |
| Máximo goleador del Campeonato Uruguayo de Segunda División (21 goles) | 2014-15 |